# Забеле-Пілики
Забеле-Пілики (пол. Zabiele-Piliki) — село в Польщі, у гміні Ольшево-Борки Остроленцького повіту Мазовецького воєводства.
Населення — 154 особи (2011).
У 1975-1998 роках село належало до Остроленцького воєводства.

## Демографія
Демографічна структура станом на 31 березня 2011 року:
|          | Загалом | Допрацездатний вік | Працездатний вік | Постпрацездатний вік |
| -------- | ------- | ------------------ | ---------------- | -------------------- |
| Чоловіки | 72      | 11                 | 55               | 6                    |
| Жінки    | 82      | 20                 | 44               | 18                   |
| Разом    | 154     | 31                 | 99               | 24                   |